# Unione Sportiva Portocivitanovese 1961-1962
Questa pagina raccoglie le informazioni riguardanti l' Unione Sportiva Portocivitanovese nelle competizioni ufficiali della stagione 1961-1962.

## Rosa
| N. |                   | Ruolo | Calciatore         |
| -- | ----------------- | ----- | ------------------ |
|    | Italia (bandiera) | C     | Fernando Ascatigno |
|    | Italia (bandiera) | A     | Amedeo Balestrieri |
|    | Italia (bandiera) | D     | Dino Ballacci      |
|    | Italia (bandiera) | A     | Barbieri           |
|    | Italia (bandiera) | A     | Vito Bernardis     |
|    | Italia (bandiera) | D     | Luciano Cattani    |
|    | Italia (bandiera) | P     | Ariodante Centini  |
|    | Italia (bandiera) | A     | Giampiero Convalle |
|    | Italia (bandiera) | C     | Franco Corvatta    |
|    | Italia (bandiera) | C     | Sergio Dal Miglio  |
|    | Italia (bandiera) | A     | Alberto Del Sarto  |
|    | Italia (bandiera) | D     | Aurelio Dotti      |

| N. |                   | Ruolo | Calciatore         |
| -- | ----------------- | ----- | ------------------ |
|    | Italia (bandiera) | C     | Gianfranco Filippi |
|    | Italia (bandiera) | D     | Aquilino Gerardini |
|    | Italia (bandiera) | D     | Perni              |
|    | Italia (bandiera) | C     | Pozzi              |
|    | Italia (bandiera) | D     | Carlo Ripari       |
|    | Italia (bandiera) | C     | Mauro Spaggiari    |
|    | Italia (bandiera) |       | Talignani          |
|    | Italia (bandiera) | C     | Antonio Tamburini  |
|    | Italia (bandiera) | C     | Gianni Tibaldo     |
|    | Italia (bandiera) | D     | Carletto Vaccari   |
|    | Italia (bandiera) | P     | Sergio Vendramin   |